# Cuba op de Olympische Zomerspelen 1928
Cuba nam deel aan de Olympische Zomerspelen 1928 in Amsterdam, Nederland. Net als vier jaar eerder werden geen medailles gewonnen.

## Resultaten en deelnemers

### Atletiek
| Olympiër        | Discipline | Resultaat   | Prestatie                                 |
| --------------- | ---------- | ----------- | ----------------------------------------- |
| José Barrientos | 100m (m)   | kwartfinale | serie 13: 1ste in 11,0 kwartfinale 4: 5de |

Argentinië · Australië · België · Brits-Indië · Bulgarije · Canada · Chili · Cuba · Denemarken · Duitsland · Egypte · Estland · Filipijnen · Finland · Frankrijk · Griekenland · Groot-Brittannië · Haïti · Hongarije · Ierland · Italië · Japan · Joegoslavië · Letland · Litouwen · Luxemburg · Malta · Mexico · Monaco · Nederland · Nieuw-Zeeland · Noorwegen · Oostenrijk · Panama · Polen · Portugal · Roemenië · Spanje · Tsjecho-Slowakije · Turkije · Uruguay · Verenigde Staten · Zuid-Afrika · Zuid-Rhodesië · Zweden · Zwitserland